# NGC 3281
NGC 3281 is een spiraalvormig sterrenstelsel in het sterrenbeeld Luchtpomp. Het hemelobject werd op 2 mei 1834 ontdekt door de Britse astronoom John Herschel.

## Synoniemen
- ESO 375-55
- MCG -6-23-50
- AM 1029-343
- IRAS 10295-3435
- PGC 31090